# Droga wojewódzka nr 486
Droga wojewódzka nr 486 (DW486) – droga wojewódzka łącząca DK43 w Wieluniu z DK42 w Działoszynie. W całym swym przebiegu leży w województwie łódzkim. Stanowi część trasy łączącej Wieluń z Radomskiem. Wraz z DW491 jest częścią alternatywnej dla DK43 trasy o takiej samej długości.

## Remonty

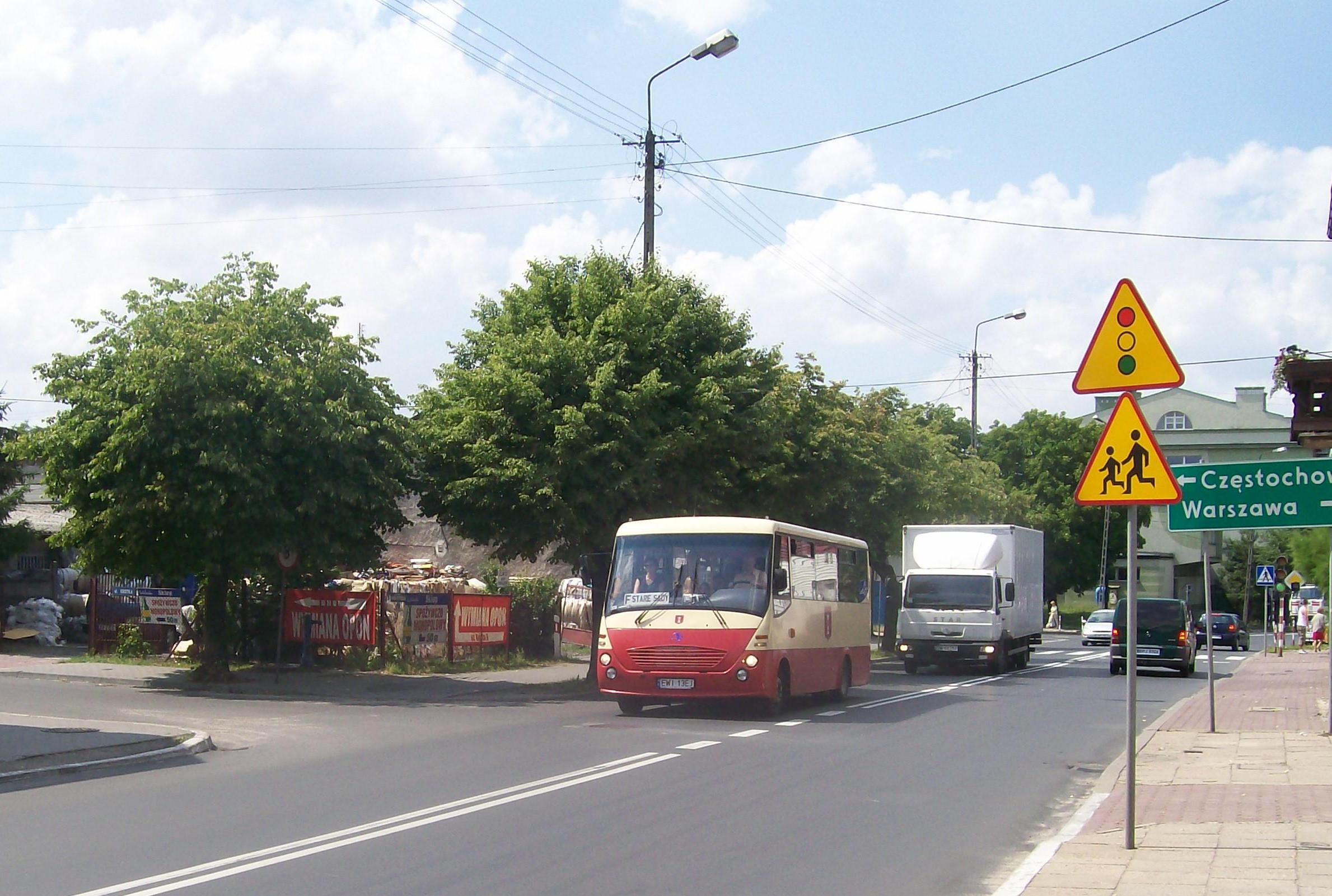
DW486 w Wieluniu

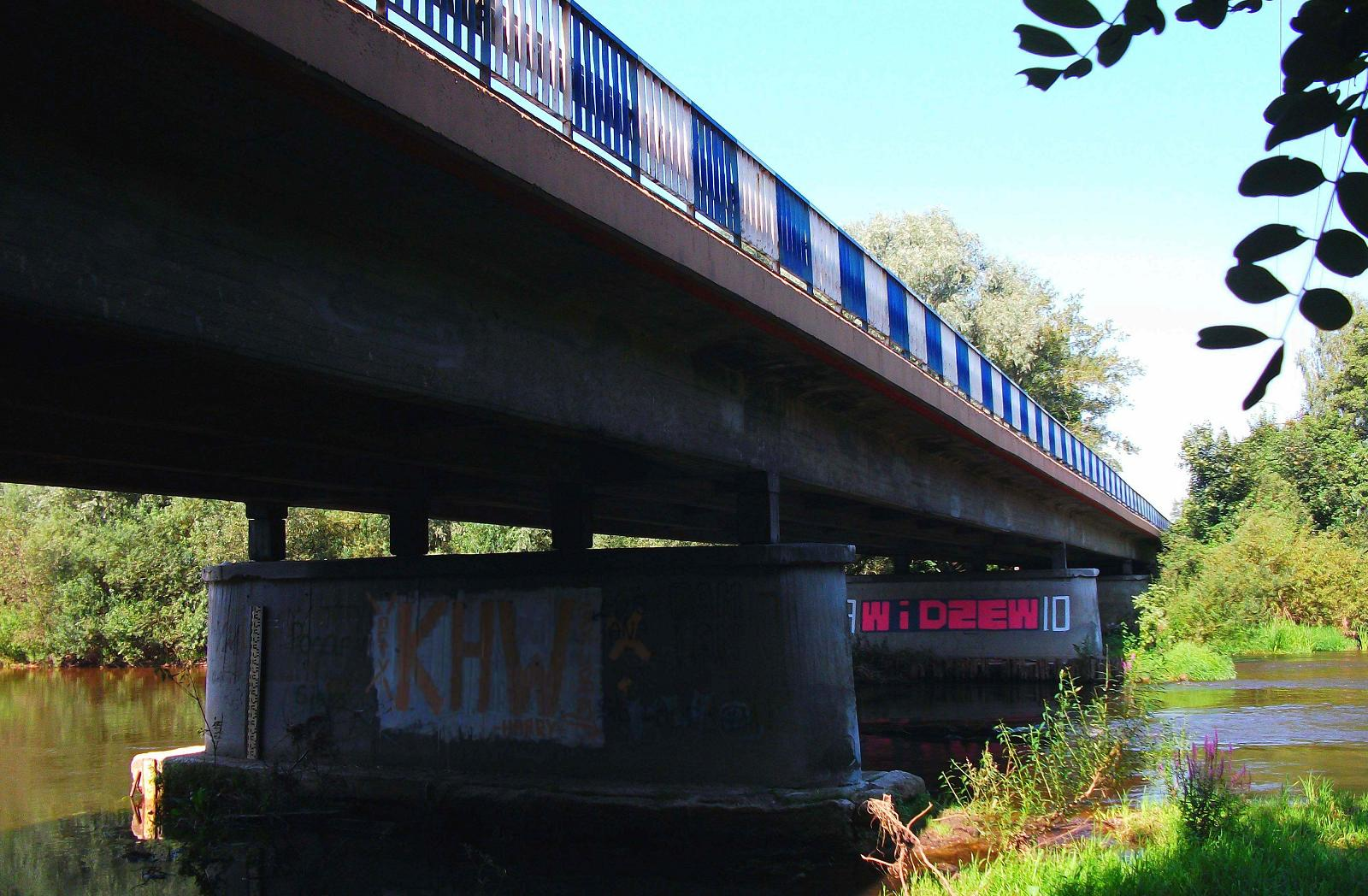
DW486 - Most nad Wartą w Krzeczowie

W latach 2007–2011 droga została przebudowana na odcinku od skrzyżowania z DK43 do przejazdu kolejowo-drogowego w Rudzie. W ramach kontraktów na odcinku od ul. Zagłoby w rejonie Starych Sadów do granic miasta oraz w miejscowości Ruda powstały ścieżki rowerowe, zatoki autobusowe, chodniki, mur oporowy i parkingi, a jezdnia uzyskała nową nawierzchnię. Na odcinkach od skrzyżowania z DK43 do skrzyżowania z ul. Popiełuszki oraz od skrzyżowania z ulicą św. Wojciecha do przejazdu kolejowo-drogowego wymieniono podbudowę jezdni.
W latach 2012-18 planowana jest przebudowa odcinka Ruda - Działoszyn. Projekt przewiduje remont nawierzchni jezdni, budowę chodników i ścieżek rowerowych, przebudowę odwodnienia jezdni w tym budowę kanalizacji deszczowej, przebudowę przejazdu kolejowo-drogowego w Rudzie oraz przebudowę niebezpiecznego skrzyżowania w Wierzchlesie na rondo.

## Dopuszczalny nacisk na oś
Na całej długości drogi wojewódzkiej nr 486 dopuszczalny jest ruch pojazdów o nacisku pojedynczej osi do 8 ton.

## Miejscowości leżące przy trasie DW486
- Wieluń (DK43)
- Ruda
- Wierzchlas
- Kraszkowice
- Krzeczów
- Szczyty
- Działoszyn (DK42)